# Kubangputat
Kubangputat is een bestuurslaag in het regentschap Brebes van de provincie Midden-Java, Indonesië. Kubangputat telt 2424 inwoners (volkstelling 2010).